# Combined Task Force 150

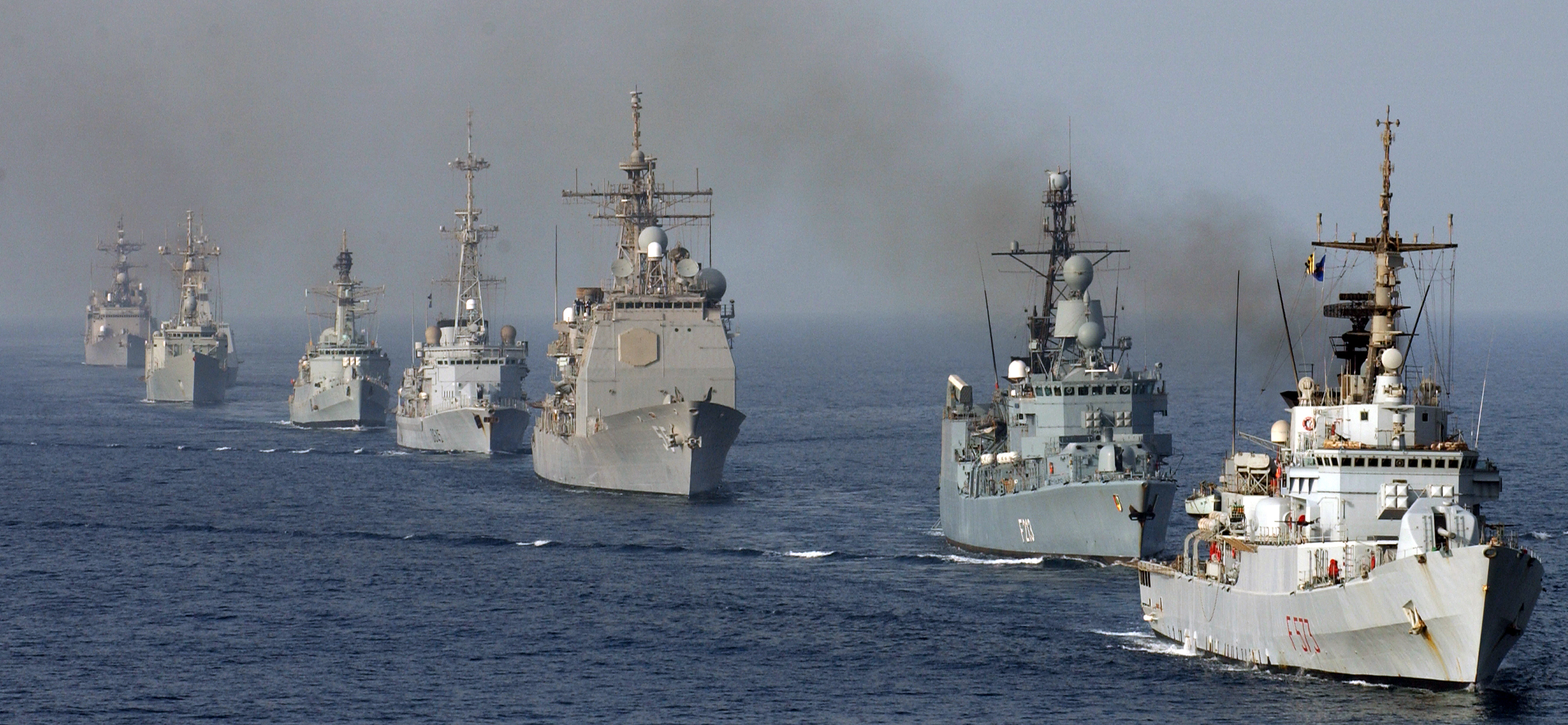
Flotilha da FTC 150 em formação de exercício no Golfo de Omã.

Força-Tarefa Combinada 150 (em inglês: Combined Task Force 150, CTF-150) é uma força-tarefa composta por uma coalizão naval multinacional, baseada no Djibouti, leste da África, e reunida para monitorar, inspecionar, abordar e parar embarcações suspeitas na área marítima do Chifre da África, como parte do esforço militar naval da guerra ao "terrorismo" incluindo operações no mar da Arábia, em apoio à ocupação do Iraque.
No momento, a força é composta por navios do Canadá, Dinamarca, Grã Bretanha, Estados Unidos, França, Alemanha e Paquistão. Outros países que já participaram dela são Austrália, Espanha, Portugal, Itália, Turquia, Holanda e Nova Zelândia.
O comando da força tarefa é feito em rodízio entre os países participantes, com cada um deles durando cerca de seis meses e é composta de cerca de 15 embarcações.